# Изгубљени загрљај
Изгубљени загрљај (шп. El abrazo partido) је аргентинско-француско-италијанско-шпанска копродукција из 2004, у режији Данијела Бурмана. Аутори сценарија су Бурман и Марсело Бирмајер.
Овај филм је део трилогије. Друга два филма су Чекајући Месију (шп. Esperando al Mesías) из 2000, и Породично право (шп. Derecho de familia) из 2006. Сва три филма је режирао Бурман, са Данијелом Ендлером у главној улози (такође у сва три филма). Сва три филма су прилично аутобиографска и обрађују живот младог Јеврејина у савременом Буенос Ајресу.